# NGC 7426
NGC 7426 is een elliptisch sterrenstelsel in het sterrenbeeld Hagedis. Het hemelobject werd op 18 oktober 1786 ontdekt door de Duits-Britse astronoom William Herschel.

## Synoniemen
- UGC 12256
- MCG 6-50-12
- ZWG 515.12
- PGC 70042